# Stefan Banach
Stefan Banach (AFI: 'stefan 'banax) (30 de marzo de 1892 en Cracovia, Imperio austrohúngaro – 31 de agosto de 1945 en Leópolis, Polonia, actual Ucrania) fue un matemático polaco, uno de los más destacados de la Escuela de Matemática de Lwow (Lwowska Szkola Matematyki) en la Polonia previa a la guerra. Fue presidente de la Sociedad Matemática Polaca.
Realizó contribuciones a distintas áreas de la matemática, pero su mayor aporte se dio en el área del análisis funcional: introdujo el concepto de lo que hoy se conoce como espacio de Banach y probó varios teoremas importantes en ese campo (entre ellos, el teorema de Hahn-Banach, el teorema de Banach-Alaoglu, el teorema del punto fijo de Banach, la paradoja de Banach-Tarski y el teorema de Banach-Steinhaus).
Nacido en Cracovia en el seno de una familia de ascendencia Goral, Banach mostró un gran interés por las matemáticas y se dedicó a resolver problemas matemáticos durante los recesos escolares. Tras completar la educación secundaria, entabló amistad con Hugo Steinhaus, con quien fundó la Sociedad Matemática Polaca en 1919 y más tarde publicó la revista científica Studia Mathematica. En 1920 obtuvo una plaza de ayudante en la Politécnica de Lwów, convirtiéndose posteriormente en catedrático en 1922 y en miembro de la Academia Polaca de Ciencias en 1924. Banach también fue cofundador de la Escuela de Matemáticas de Lwów, una escuela de pensamiento formada por algunos de los matemáticos polacos más renombrados del periodo de entreguerras (1918-1939).
Algunos de los notables conceptos matemáticos [que llevan el nombre de Banach son los espacios de Banach, las álgebras de Banach, las medidas de Banach, la paradoja de Banach-Tarski, el teorema de Hahn-Banach, el teorema de Banach-Steinhaus, el juego de Banach-Mazur, el teorema de Banach-Alaoglu y el teorema del punto fijo de Banach.

## Biografía

### Primeros años de vida
Stefan Banach nació el 30 de marzo de 1892 en el Hospital General San Lázaro de Cracovia, entonces parte del Imperio austrohúngaro, en el seno de una familia católica romana Góral, y posteriormente fue bautizado por su padre. Los padres de Banach eran Stefan Greczek y Katarzyna Banach, ambos naturales de la región de Podhale. Greczek era soldado del Ejército Austrohúngaro destinado en Cracovia. Poco se sabe de la madre de Banach. Según su certificado de bautismo, nació en Borówna y trabajó como empleada doméstica. Ya de mayor, Stefan Banach intentó saber más acerca de ella, pero toda información le fue negada por parte de su padre.
Inicialmente, Stefan fue criado por su abuela, que vivía en Ostrowsko, un pueblo a 50 km de Cracovia. Cuando ella enfermó, pasó a ser educado por una mujer de Cracovia, de nombre Franciszka Plowa.
Inusualmente, el apellido de Stefan era el de su madre en lugar del de su padre, aunque recibió el nombre de pila de su padre, Stefan. Las normas militares no permitían a los soldados del rango de Stefan Greczek contraer matrimonio; él era soldado raso y, como la madre era demasiado pobre para mantener al niño, la pareja decidió que lo criaran familiares y amigos.   Stefan pasó los primeros años de su vida con su abuela, pero cuando esta enfermó, Greczek dispuso que su hijo fuera criado por Franciszka Płowa y su sobrina Maria Puchalska en Cracovia. El joven Stefan llegó a considerar a Franciszka como su madre adoptiva y a María como su hermana mayor. En sus primeros años, Banach recibió clases de Juliusz Mien, un intelectual francés amigo de la familia Płowa, que había emigrado a Polonia y se mantenía con la fotografía y las traducciones de literatura polaca al francés. Mien enseñó francés a Banach y lo más probable es que le animara en sus primeros afanes matemáticos.
En 1902, Banach, con 10 años, se matriculó en el IV Gymnasium de Cracovia (también conocido como el Goetz Gymnasium). Mientras la escuela se especializaba en humanidades, Banach y su mejor amigo Witold Wiłkosz (también futuro matemático) pasaban la mayor parte del tiempo trabajando en problemas matemáticos durante los recreos y después de clase. Más tarde en la vida, Banach dio crédito al Dr. Kamil Kraft, el profesor de matemáticas y física de la escuela, por despertar su interés por las matemáticas.
Tras obtener su Matura (título de bachillerato) a los 18 años en 1910, Banach se trasladó a Lwów (hoy llamada Lviv) con la intención de estudiar en la Politécnica de Lwów. Inicialmente eligió la ingeniería como campo de estudio, ya que en aquel momento estaba convencido de que no había nada nuevo que descubrir en matemáticas.  Aunque Banach era un estudiante diligente, en ocasiones recibía notas bajas (suspendió griego durante su primer semestre en la escuela) y más tarde habló críticamente de los profesores de matemáticas de la escuela. En algún momento también asistió a tiempo parcial a la Universidad Jagellónica de Cracovia. Como Banach tenía que ganar dinero para mantener sus estudios, no fue hasta 1914 cuando finalmente, a la edad de 22 años, aprobó los exámenes de graduación de bachillerato.
Cuando estalló la Primera Guerra Mundial, Banach fue eximido del servicio militar debido a su condición de zurdo y a su escasa visión. Banach tenía mala visión en su ojo izquierdo, por lo que no era apto para enrolarse en el ejército. Durante la guerra trabajó en Cracovia como profesor y asistió como alumno a clases de matemática en la Universidad Jaguelónica. Cuando el Ejército Ruso inició su ofensiva hacia Lwów, Banach partió hacia Cracovia, donde pasó el resto de la guerra. Se ganaba la vida como tutor en las escuelas locales, trabajaba en una librería y como capataz de una cuadrilla de construcción de carreteras. En esa época asistió a algunas conferencias en la Universidad Jagellónica, entre ellas las de los famosos matemáticos polacos Stanisław Zaremba y Kazimierz Żorawski, pero poco se sabe de ese periodo de su vida.

### Su entrada en la matemática
En 1916, el matemático Hugo Steinhaus se encontraba en la ciudad de Cracovia, mientras esperaba poder tomar su cargo en la universidad de Lwow. Durante ese período se dedicaba a pasear por la ciudad. En uno de sus paseos se encontró con Banach y algunos de sus compañeros de estudio y comenzaron a reunirse frecuentemente. Steinhaus le comentó a Banach un problema sobre el que estaba pensando, juntos lo resolvieron y dio como resultado el primer artículo publicado por Banach (en coautoría con Steinhaus), que fue publicado en 1918. Poco después, Banach ya publicaba gran cantidad de artículos. 
En 1920, se casó con Lucja Braus.
En 1920 le ofrecieron un puesto como ayudante de Antoni Łomicki en la Universidad Politécnica de Lwow, donde había estudiado, pese a no tener formalmente una gran formación en matemática. En su disertación, escrita en 1920, definió axiomáticamente lo que hoy se llama espacio de Banach. Se doctoró en 1922, con una tesis considerada como fundacional en el área del análisis funcional. 
En los siguientes años realizó gran cantidad de actividades, incluyendo muchas publicaciones científicas y textos para estudiantes de secundaria. En 1929, fundó junto a Hugo Steinhaus la revista Studia Mathematica. Junto a Steinhaus, Bronisław Knaster, Kazimierz Kuratowski, Mazurkiewicz, y Wacław Sierpiński fue editor de una nueva serie de “Monografías Matemáticas”, cuyo primer número Théorie des Opérations linéaires fue escrito por Banach.

### Descubrimiento por Steinhaus

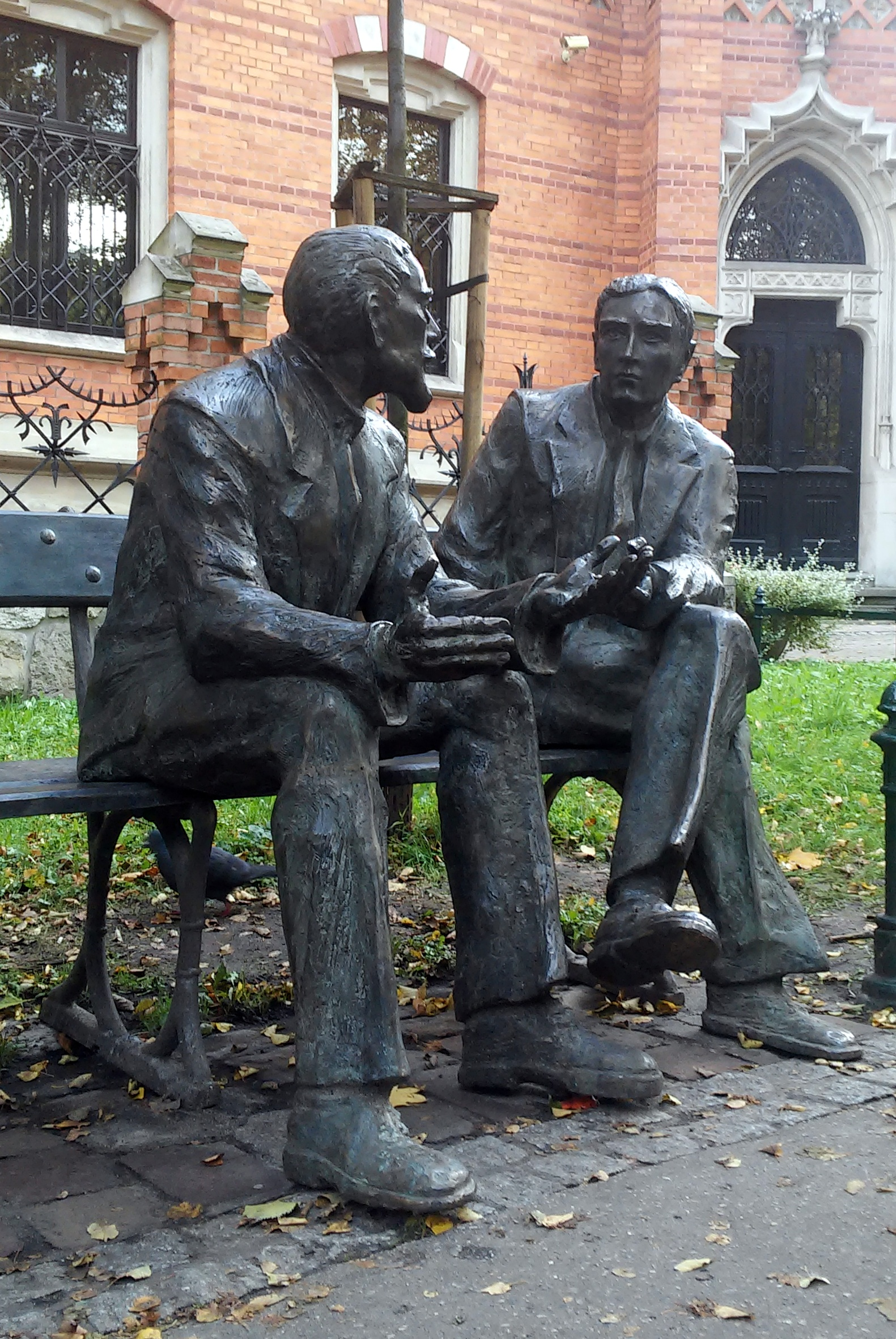
Banco conmemorativo donde se representa a Otto Nikodym y a Stefan Banach, situado en Cracovia, Polonia (esculpido por Stefan Dousa).

En 1916, en el parque Planty de Cracovia, Banach se encontró con el profesor Hugo Steinhaus, uno de los matemáticos de renombre de la época. Según Steinhaus, mientras paseaba por los jardines se sorprendió al oír el término integral de Lebesgue (integración de Lebesgue era entonces una idea bastante nueva en matemáticas) y se acercó a investigar. Como resultado, conoció a Banach, así como a Otto Nikodym. Steinhaus quedó fascinado con el joven matemático autodidacta. El encuentro dio lugar a una duradera colaboración y amistad. De hecho, poco después del encuentro Steinhaus invitó a Banach a resolver algunos problemas en los que había estado trabajando pero que habían resultado difíciles. Banach los resolvió en una semana y ambos no tardaron en publicar su primer trabajo conjunto (Sobre la convergencia media de las series de Fourier). Steinhaus, Banach y Nikodym, junto con varios otros matemáticos de Cracovia (Władysław Ślebodziński, Leon Chwistek, Alfred Rosenblatt y Włodzimierz Stożek) también crearon una sociedad matemática, que con el tiempo se convirtió en la Sociedad Matemática Polaca. La sociedad se fundó oficialmente el 2 de abril de 1919. Fue también a través de Steinhaus como Banach conoció a su futura esposa, Łucja Braus.

### El Café Escocés
La manera en que trabajaba Banach puede ser considerada como poco convencional. Solía reunirse con sus colegas matemáticos en cafés. Principalmente las reuniones se llevaban a cabo en el Café Escocés de la ciudad de Lwow. En ese lugar se juntaban a discutir problemas de matemática y a beber. Banach era reconocido como un gran bebedor.
Algunos de quienes se reunían en el café eran matemáticos ya reconocidos como Antoni Łomicki, Włodzimierz Stożek, Hugo Steinhaus, Stanisław Ruziewicz y el propio Banach; y jóvenes que empezaban su camino en la matemática, como Herman Auerbach, Feliks Barański, Mark Kac, Stanisław Ulam, Stefan Kaczmarz, Stanisław Mazur (quien fue estudiante de doctorado de Banach), Władyslaw Orlicz, Juliusz Schauder y Stanisław Saks. Muchos de los nombrados han sido muy importantes para el avance de la matemática del siglo XX. Varios de ellos murieron durante la ocupación nazi de Polonia.
Entre 1935 y 1941 muchos de los problemas surgidos en el bar comenzaron a ser escritos en un cuaderno, que posteriormente se volvió famoso, siendo conocido como el Cuaderno Escocés. Allí además se sugería un premio para quien pudiera resolver cada uno de los problemas. Steinhaus envió en 1956 una copia del cuaderno a Ulam, quien lo tradujo al inglés y lo llevó al Congreso Internacional de Matemáticos de 1958. Tuvo a partir de entonces gran repercusión en la comunidad matemática internacional.

### Segunda Guerra Mundial
Cuando comenzó la Segunda Guerra Mundial, Banach era el presidente de la Sociedad Matemática Polaca. Mantenía una buena relación con los matemáticos soviéticos, por lo que se le permitió permanecer en su cargo a pesar de la ocupación soviética, desde 1939, de la ciudad. Incluso fue nombrado Decano de la Facultad de Físicas y Matemáticas, Director del Departamento de Análisis Matemático y, posteriormente, Concejal del Ayuntamiento. Durante el período de la ocupación soviética viajó varias veces a la URSS y recibió la visita de matemáticos de allí, como Sergei Sobolev y Pavel Aleksandrov.
Cuando el ejército alemán inició la invasión de la Unión Soviética, Banach se encontraba en Kiev. Volvió rápidamente a Lwow para unirse con su familia, donde fue arrestado por la Gestapo y liberado unas semanas después.
Las universidades de la ciudad fueron cerradas por los nazis. Además, Banach no era bien visto por los alemanes debido a su afinidad con los soviéticos. Pese a ello, sobrevivió a la ocupación alemana, gracias en gran medida a Rudolf Weigl.
Weigl era un biólogo radicado en Lwow que se dedicaba a estudiar la enfermedad del tifus. Para ese estudio precisaba criar piojos. Estos piojos debían ser alimentados con sangre humana para saber como reaccionaba la enfermedad, para lo que se requerían personas que aportaran dicho alimento. Banach y algunos de sus colegas matemáticos fueron parte de esas personas. 
Banach sobrevivió a este período de ocupación alemana, aunque llegó al final de la misma muy gravemente enfermo. Murió un año después de cáncer de pulmón, en agosto de 1945.

## Obra
Banach es considerado usualmente como el fundador del análisis funcional moderno, creando una teoría que generalizaba algunas contribuciones anteriores realizadas por Erik Ivar Fredholm, David Hilbert y Vito Volterra.
Fue quien formuló el concepto ahora conocido como espacio de Banach y realizó contribuciones fundamentales en la teoría de los espacios vectoriales topológicos, incluyendo el teorema de Hahn-Banach, el teorema de Banach-Alaoglu y el teorema de Banach-Steinhaus. 
También realizó aportes en series de Fourier, teoría de la medida, integrales y teoría de conjuntos. Un resultado muy importante para las teorías de la medida y de conjuntos es el que se denomina como paradoja de Banach-Tarski (descubierto por Banach junto con Alfred Tarski), que muestra cómo una bola puede dividirse en una cantidad finita de conjuntos y luego unirse para armar dos bolas. La demostración utiliza el axioma de elección, por lo que colaboró en la discusión de la axiomatización de la teoría de conjuntos.